# Neuilly-l’Hôpital
Neuilly-l’Hôpital – miejscowość i gmina we Francji, w regionie Hauts-de-France, w departamencie Somma.
Według danych na rok 2011 gminę zamieszkiwały 322 osoby, a gęstość zaludnienia wynosiła 42 osoby/km² (wśród 2293 gmin Pikardii Neuilly-l’Hôpital plasuje się na 719. miejscu pod względem liczby ludności, natomiast pod względem powierzchni na miejscu 623.).